# 羅州市
羅州市（：／ Naju si */?）是一個位於韓國全羅南道的城市。總面積604平方公里，人口約有10萬人。全羅南道中的羅字即取自本市。

## 地理
羅州市位於全羅南道的西南部、榮山江流域的羅州平原。北接光州廣域市、東鄰和順郡、南接靈岩郡、西鄰務安郡及咸平郡。下轄的行政區域有1邑、12面、6洞。

## 歷史
羅州市現今所處的位置，在百濟時為發羅郡的一部份。在678年，統一新羅在全國設置九州時成為發羅州，在757年變為錦山郡，到了903年則被命名為羅州。
羅州在古時為全羅南部地區的中心，而全羅有全州及羅州的意思。在1895年，全羅南道的道廳所在地從羅州轉移到光州，羅州則變成南平郡。在1914年，羅州郡與南平郡合併成新的羅州郡，而到了1931年，羅州面獲升格為邑。
- 1981年7月1日　羅州邑與榮山浦邑合併，並獲升格為錦城市
- 1986年1月1日　錦城市改名為羅州市
- 1995年1月1日　統合羅州郡。南平面亦獲升格為邑
- 2004年4月1日　KTX開業（每天4班來回停靠羅州站）

## 行政
羅州市合共由1邑、12面、7洞組成。
- 南平邑
- 細枝面
- 旺谷面
- 潘南面
- 公山面
- 洞江面
- 多侍面
- 文平面
- 老安面
- 金川面
- 山浦面
- 茶道面
- 鳳凰面
- 松月洞
- 榮江洞
- 錦南洞
- 城北洞
- 榮山洞
- 二倉洞
- 光伽藍洞

## 交通
- 機場：鄰近的光州廣域市的光州國際機場。
- 鐵路：除KTX外的所有途經羅州的旅客列車都會在湖南線的羅州站停站，而韓國高速鐵路雙向有8班列車停靠。此外，羅州境內還有同為湖南線的老安站及多侍站。另外，還有慶全線南平站，但該站為號誌站，不提供客運服務。
- 道路：國道第一號線通過羅州市。通過東面的光州廣域市的湖南高速道路，以及通過西面的務安郡和咸平郡的西海岸高速道路，都不通過羅州。
- 巴士：設有羅州巴士總站及榮山浦巴士總站。來往首爾與羅州市的高速巴士，都以榮山浦巴士總站為出發站及終點站，並在旅程途中駛經羅州巴士總站。

## 經濟
羅州市是日本梨在韓國國內的主要產地之一。

## 姊妹城市
- 日本鳥取縣倉吉市
- 中華人民共和國浙江省餘姚市
- 中華人民共和國江西省南昌市

## 觀光
榮山江流域因存有5世紀時期的日式前方後圓墳而出名，而羅州市內也有大量這類型的古墓群，如伏岩里古墓群、潘南面古墓群、大安里古墓群、德山里古墓群、新村里古墓群等等。此外，亦有由倭系集團建造的古墓群。
另外，朝鮮王朝時代的羅州邑城，以及殖民地時代的榮山浦燈塔、東洋拓殖株式會社的建築物、本町街等仍然存在。
因拍攝電視劇《朱蒙》而建造的外景拍攝場地，也位處於羅州市。

## 外部連結
- 羅州市官方網站
- 羅州市官方網站（中文）